# التحالف من أجل الانقراض الصفري
تأسس التحالف من أجل الانقراض الصفري (AZE) في عام 2000 وتم إطلاقه عالميًا في عام 2005، ويضم 100 منظمة غير حكومية لحفظ التنوع البيولوجي تعمل على منع انقراض الأنواع من خلال تحديد وحماية المواقع التي يتم تقييم الأنواع فيها على أنها معرضة للانقراض أو معرضة لخطر شديد في ظل الاتحاد الدولي للحفاظ على توجد معايير الطبيعة (IUCN) في موقع واحد فقط على الأرض. يعمل أعضاء التحالف على إعادة بناء مجموعات من الأنواع المهددة بالانقراض والمهددة بالانقراض من خلال الجهود المبذولة للقضاء على التهديدات البشرية مثل الاستغلال التجاري والأمراض وإدخال الأنواع الغازية. يوفر التحالف الخبرة بشأن أهداف التنوع البيولوجي لاتفاقية التنوع البيولوجي (CBD) ويساعد الدول الأطراف في دمج حماية مواقع وأنواع التحالف في الاستراتيجيات وخطط العمل الوطنية للتنوع البيولوجي (NBSAP).